# Podvinje
Podvinje je naselje u sastavu Slavonskog Broda (Brodsko-posavska županija). U naselju se na Trgu sv. Antuna nalazi poštanski ured broj 35 107.

## Stanovništvo
Godine 2011. Podvinje je imalo 3575 stanovnika.
| broj stanovnika | 482   | 650   | 633   | 816   | 944   | 1089  | 1110  | 1646  | 1924  |       |       |       |       |       | 3749  | 3575  | 3057  |
|                 | 1857. | 1869. | 1880. | 1890. | 1900. | 1910. | 1921. | 1931. | 1948. | 1953. | 1961. | 1971. | 1981. | 1991. | 2001. | 2011. | 2021. |

## Vanjske poveznice
- Župa sv. Antuna, Podvinje  Arhivirana inačica izvorne stranice od 22. kolovoza 2007. (Wayback Machine)